# ترودی کاناوان
ترودی کاناوان (به انگلیسی: Trudi Canavan) زادهٔ ۲۳ اکتبر ۱۹۶۹ در ملبورن، نویسنده سبک خیال‌پردازی (گونه هنری) و طراح گرافیک (شغل) استرالیایی است. شهرت او بیش از همه بخاطر انتشار سه‌گانهٔ جادوگر سیاه (The Black Magician) است که به خیلی از زبان‌ها ترجمه شده‌است. این اثر بیش از یک میلیون نسخه تاکنون در سراسر جهان به فروش رسیده‌است.
کاناوان در سال ۱۹۹۹، موفق به دریافت جایزهٔ ادبی استرالیا موسوم به «اُرِالیس» (Aurealis Award) برای بهترین داستان‌های کوتاه تخیلی شد. او از ۲۰۰۱ تاکنون، بیش از پانزده اثر در زمینهٔ ادبیات خیال‌پردازی منتشر کرده‌است.

## آثار
مجموعه کیرالیا
کارآموز جادوگری ،
سه‌گانه اول: جادوگر سیاه
صنف جادوگری،
نوآموز ،
ارباب والا .
سه‌گانه دوم: جاسوس خائن ،
هدف سفیر کبیر،
ناقلا،
ملکه خائن.
مجموعه ایتانیا
سه‌گانه عصر پنج
کشیش سفید ،
ادامهٔ توحش ،
صدای خدایان .
قانون هزاره
سه‌گانه قانون هزاره
جادوساز ،
فرشته کولاک،
پسر وارث .
داستان‌های کوتاه:
«نجوای فرزندان مه»،
«اتاقی برای اصلاح»،
«کارآموز دیوانه».